# 自転車便
自転車便（じてんしゃびん）は、自転車を使用して貨物の輸送または信書の送達を行う事業をいう。自転車を用いるという特性から一般に営業範囲は大都市内に、荷物は一定の大きさまでに限られるが、道路の渋滞や交通規制の影響を受けにくい機動性や、自転車が排出ガスを出さない点から環境面で評価される。一方で交通法規の遵守が不徹底になる傾向がある点には批判がある。メッセンジャーとも呼ばれている。

## 概要
特に東京や大阪など大都市内や、周辺の交通渋滞や一方通行の多い地域など、車両による運搬効率が下がる地域で、当日中（数時間以内）という配送・配達に多く用いられる。これらは宅配便の運賃に比べれば割高ではあるものの、宅配便が翌日配送を原則とするため、特に急いで送る必要のある企業間の連絡や少量貨物（主に書類や原稿など）の輸送に利用される。出版関係では原稿（電子原稿の記録メディアを含む）や写真フィルム等の輸送でも頻繁に利用される。
たいていの場合は配送完了までの速度を重視した依頼だが、基本的に重量ではなく配送の距離で値段が決まるため、まれに速度を度外視した重いもの（多量の雑誌など）や壊れ物（ノートパソコンなど）を短距離配送するために依頼することもある。また、バイク便より運賃が安く、場所によってはバイク便より速い例もあるので、主に5km以下の輸送に利用される。
ライダー達が搬送のために使用する鞄を特に「メッセンジャーバッグ」と呼ぶ。

## 歴史
欧米では、1950年代頃キオスクまで新聞を運ぶポーターという職種があり自転車競技選手がオフシーズンのトレーニングと実益をかねて仕事を請け負っていたが1970年代頃には自転車で新聞を運ぶ仕事がなくなり、書類などの小荷物を運ぶようになっていった。モータリゼーション以後バブル景気の1980年代から渋滞を避けて通行のできる自転車便が再評価されるようになる。
日本国内では、1909年（明治42年）頃より三越百貨店が配送に自転車を導入するなど、徒歩に換わる輸送手段として自転車便が普及し始めるが、自動車の普及とともに衰退した。さらに1990年代から、同種業態の活発な活動が見られる。インターネット普及により、ややその利便性は減るかに思われたが、
- 実体を要し電子化出来ない物品がある、また電子化出来ても受領先で寸分違わず再現出来るとは限らない
- 電子化によるネットセキュリティーの観点からの安全性の問題
- 情報化社会にあって、扱われる情報量が（ネットインフラの利便性以上に）増大していること

などの理由により変わらず重宝されている。

## 東京の現状
バイク便業者による自転車部門設立により発足した事業者も少なからず存在する。
「クライアント（依頼人）」と「メッセンジャー（配送人）」、そして両者を繋ぐ「通信ツール」がありさえすれば、極端な場合、個人でも開業できる。そのためしばしば同業者の乱立が起こる事業であり、もちろん東京もその例に漏れない。
京都、大阪、横浜、福岡など地方の大都市（主に政令指定都市）でも同様の事業者が活動している。海外では、ニューヨークが特に有名で、欧米の各都市でも同様の事業者が活動している。

## メッセンジャー文化
ニューヨーク市やサンフランシスコ市などアメリカ合衆国の大都市にはメッセンジャー独自の文化が存在している。そうした文化を「メッセンジャー文化」と名付けている。日本では、2000年代中盤から固定ギアのトラックレーサーを「メッセンジャー文化」の象徴として購入し、公道で使用する人々が登場した。「メッセンジャー文化」の象徴としては固定ギアのトラックレーサーの他、メッセンジャーバッグ等が挙げられる。
世界各地でメッセンジャーを主体としたイベントも多数行われている。中でも1993年から毎年行われている世界選手権（CMWC）は最大のものであり、実際のデリバリーを模したメインレースをはじめ各種競技が行われる。
2009年には東京のお台場で開催され世界各国から約500人のメッセンジャーがレースに参加した。

## 自転車便を題材とした作品
- メッセンジャー
- プレミアム・ラッシュ
- ドナルドのラッキーな一日
- 疾風のように